# Hebron (Dakota Północna)
Hebron – miasto w Stanach Zjednoczonych, w stanie Dakota Północna, w hrabstwie Morton.